# Zoran Tadić
Zoran Tadić (Livno, 2 settembre 1941 – Zagabria, 9 settembre 2007) è stato un regista e sceneggiatore croato.
Ha studiato letteratura comparata e filosofia a Zagabria.

## Filmografia
Ha iniziato le riprese come critico e pubblicista nel 1961, e poi è stato assistente alla regia, aiuto regista e co-sceneggiatore.
Dal 1968 ha iniziato a dirigere egli stesso.
Ha diretto dieci cortometraggi:
- Hitch ... Hitch ... Hitchcock! (1968)
- American Woman (1970)
- Postman from the Stone Age (1971)
- Others
- The Indication of Ivica Stefanc, Miller (1973)
- Braids
- Dernek (1975)
- Recommended for Realization (1978)
- Kashinska 6 (1981)

oltre a sessanta film, documentari e lungometraggi.
Il film The Rhythm of Crime (1981) lo vede debuttare come regista di un lungometraggio.
Ha diretto thriller incentrati su un piccolo gruppo di personaggi:
- The Third Key (1983)
- The Rose of Roses (1986)
- The Convict (1987)
- The Man Who Loved Conducted (1989)
- Third Woman (1997)

Ha lavorato quasi sempre con la stessa squadra, dallo sceneggiatore Pavel Pavličić, al fotografo Goran Trbuljak all'attore Fabijan Šovagović.
Zoran Tadić è stato professore associato presso l'Accademia di arte drammatica dell'Università di Zagabria.